# Amanda armata
Amanda armata Macnae, 1954 è un  mollusco nudibranco della famiglia Facelinidae, unica specie nota del genere Amanda.